# LNER-Klasse J39
Die Dampflokomotiven der Klasse J39 der britischen Bahngesellschaft London and North Eastern Railway (LNER) wurden in den Jahren 1926 bis 1941 beschafft.  Die Schlepptenderlokomotiven mit der Achsfolge C nach einem Entwurf des LNER-Chefingenieurs Nigel Gresley waren als Standardlokomotive der LNER für den Güterverkehr vorgesehen, wurden aber gelegentlich auch vor Personenzügen eingesetzt. Sie zählten zu den letzten in Großbritannien mit dieser Achsfolge beschafften Dampflokomotivserien, mit 289 Stück waren die J39 der meistgebaute Entwurf von Gresley. Die letzten Exemplare wurden 1962 ausgemustert, es ist keine Maschine erhalten geblieben.

## Geschichte
Die LNER hatte bei ihrer Gründung 1923 infolge des Railways Act 1921 von ihren Vorgängergesellschaften eine Vielzahl unterschiedlicher Lokomotivklassen übernommen, die teils erheblich veraltet waren. Es bestand daher Bedarf an neuen und nach aktuellen Bauprinzipien konstruierten Lokomotiven. Bereits 1924 erhielt Gresley daher den Auftrag zur Entwicklung einer neuen Lokomotive für den generellen Güterverkehr mit der Achsfolge C, die die diversen veralteten Lokomotiven gleicher Achsfolge der Vorgängerbahnen ersetzen sollten. Die daraufhin entworfene LNER-Klasse J38 wurde jedoch lediglich in 35, ab Anfang 1926 ausgelieferten Exemplaren beschafft, die im schottischen Netz der LNER stationiert wurden. Bereits während des Entwurfs der J38 hatte sich ein Erfordernis an Lokomotiven gezeigt, die bei Bedarf auch im Personenverkehr verwendet werden konnten, etwa vor den in Großbritannien bis in die 1950er Jahre vielfach angebotenen Saison- und Ausflugszügen. Aus der J38 wurde daher als neuer Entwurf die Klasse J39 abgeleitet, als wesentlicher Unterschied erhielten die Kuppelräder der J39 etwas größere Durchmesser. Damit waren sie für höhere Geschwindigkeiten geeignet, wenn auch mit etwas reduzierter Anfahrzugkraft. Sie erwiesen sich als kräftige und leistungsfähige Maschinen.
Im September 1926 lieferten die LNER-Werkstätten in Darlington die erste Maschine aus. Bis 1941 entstanden fast alle weiteren J39 in Darlington, abgesehen von einer Serie von 28 Lokomotiven, die 1936 und 1937 von Beyer, Peacock & Co geliefert wurde. Die ersten Maschinen kamen in die Nordost-Region der LNER, das Netz der ehemaligen North Eastern Railway (NER), sowie in frühere Depots der Great Eastern Railway (GER). Weitere Serien kamen nach Schottland. Letztlich waren sie in fast allen Teilen des LNER-Netzes zu finden. Da die Bremsausrüstung der Maschinen den teils unterschiedlichen Anforderungen der Regionen angepasst wurden, blieben die meisten J39 zu LNER-Zeiten in ihren angestammten Regionen. Sie bespannten vorwiegend gemischte Güterzüge, wurden aber teilweise auch vor schweren Kohle- und Ölzügen eingesetzt. Vor allem im Sommer übernahmen sie öfters Ausflugszüge, vertretungsweise auch andere Leistungen im Personenverkehr bis hin zu Expresszügen.
Im Zuge der Nationalisierung des britischen Eisenbahnnetzes nach dem Transport Act 1947 kamen alle Lokomotiven 1948 zu British Railways (BR). Sie blieben überwiegend im ehemaligen LNER-Netz, wurden aber mehr als bislang auch zwischen den Regionen gewechselt. Ab 1946 verloren sie die meisten Personenverkehrsleistungen an die neueren Lokomotiven der LNER-Klasse B1, übernahmen bei Ausfällen der planmäßig vorgesehenen Lokomotiven aber auch weiterhin Personenzüge. Die Ausmusterung der Klasse begann 1959 und ging recht schnell vonstatten, so dass bereits Ende 1960 lediglich noch 178 Maschinen vorhanden waren. Die letzten J39 wurden im Dezember 1962 ausgemustert; bis Herbst 1963 waren fast alle bereits verschrottet. Lediglich die Lokomotive 64747 blieb als stationäre Kesselanlage noch bis Oktober 1964 im Depot Woodford Halse im Dienst und wurde im Dezember des gleichen Jahres verschrottet.

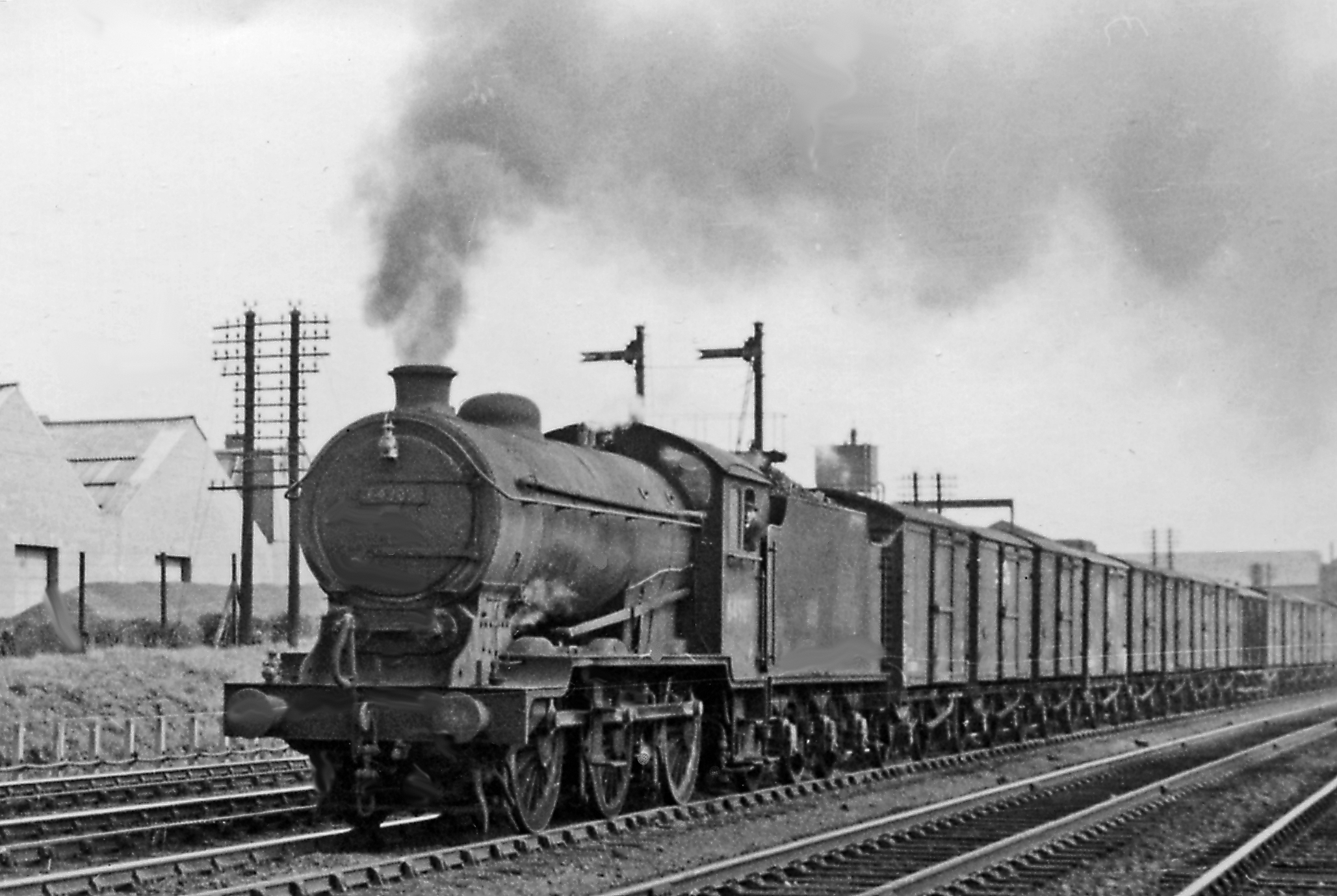
Lokomotive 64909 im Jahr 1949 vor einem Güterzug auf der East Coast Main Line nördlich von Peterborough
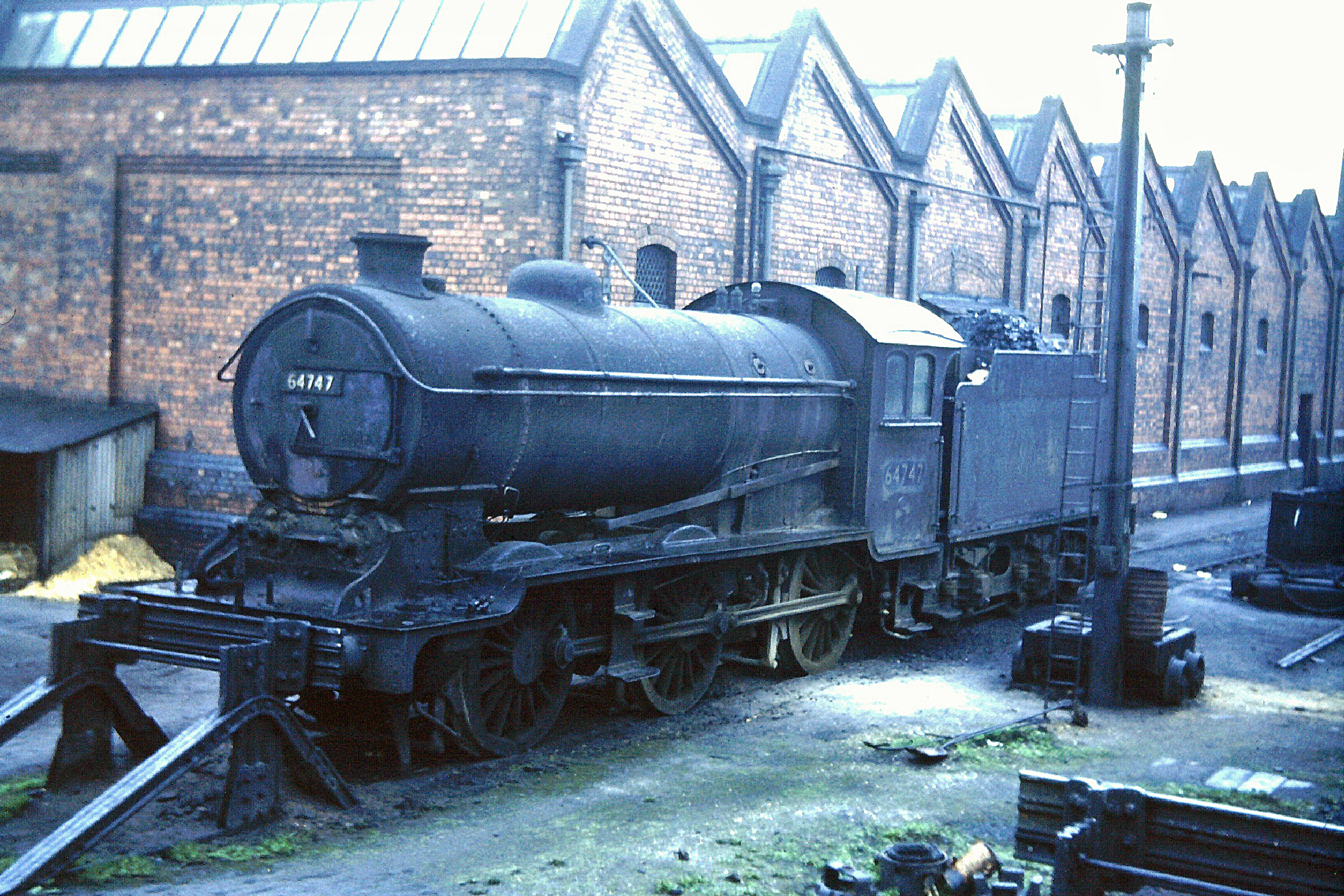
Lokomotive 64747 als stationärer Dampferzeuger 1964 im Depot Woodford Halse an der ehemaligen Great Central Main Line
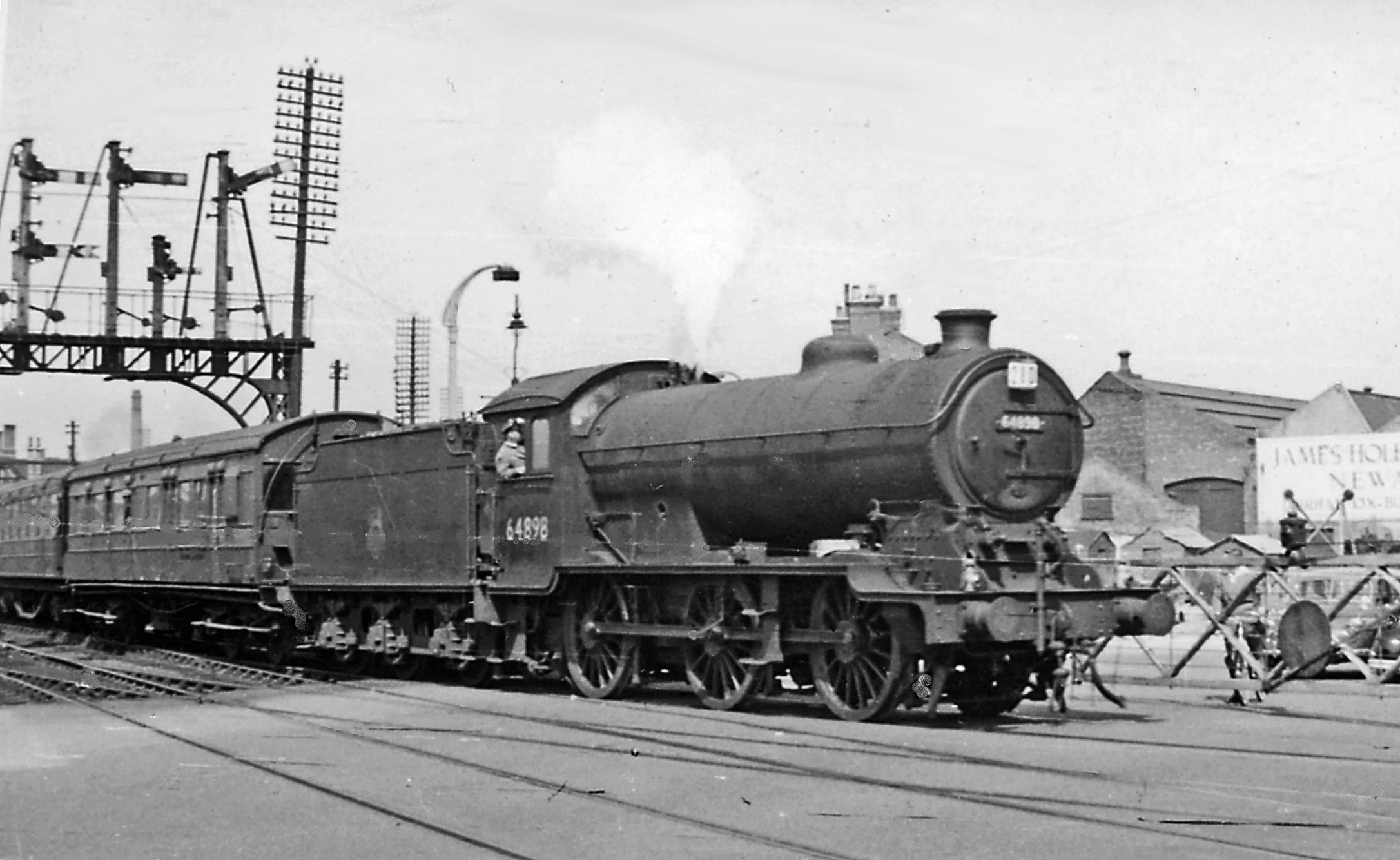
Lokomotive 64898 vor einem Ausflugszug nach Cleethorpes im Jahr 1956 in Lincoln
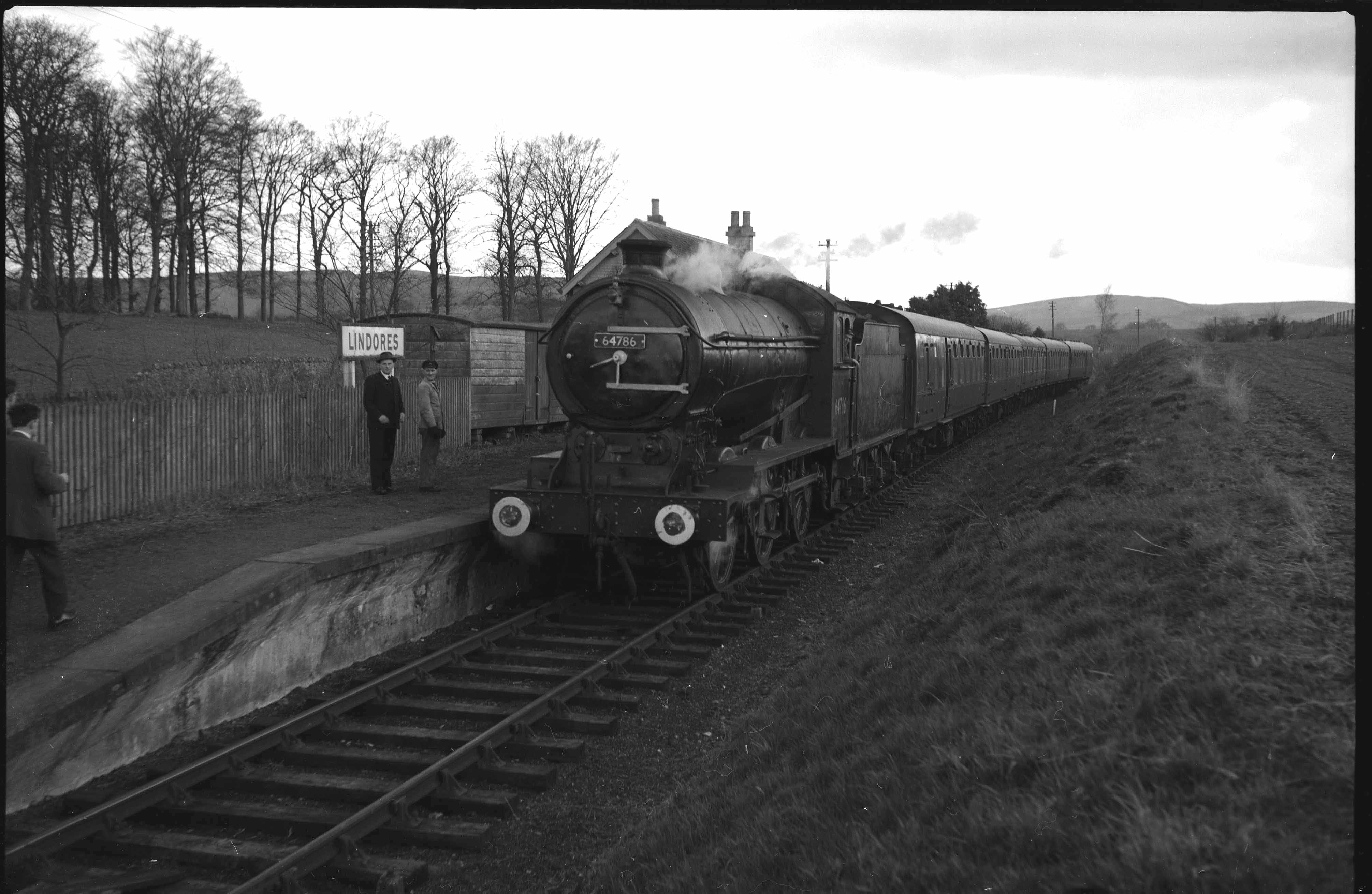
Ein Ausflugszug im Jahr 1962 mit Lokomotive 64786 in der schottischen Region Fife im Bahnhof von Lindores

## Technik
Wie bei britischen C-Kupplern fast durchwegs Standard, erhielten die J39 Innenzylinder und eine Stephenson-Steuerung. Von den J38 konnten sie äußerlich vor allem durch die Radkästen unterschieden werden. Während die kleineren Kuppelräder der J38 unterhalb des Umlaufs angeordnet werden konnten, war dies bei den J39 nicht möglich. Statt den Umlauf höher zu legen, erhielten die Umlaufbleche flache Radkästen.  Während der langen Beschaffungszeit kam es zu diversen kleineren Bauartunterschieden, etwa durch Verwendung unterschiedlicher Reglerbauarten oder Schmiervorrichtungen. Insgesamt 32 für den Einsatz in den ehemaligen NER- und GER-Netzen vorgesehene Maschinen der ersten Serien erhielten Westinghouse-Bremsen für Lokomotive und Tender und waren für den Einsatz vor vakuum- wie druckluftgebremsten Zügen ausgelegt. Die weiteren bis 1934 gebauten Lokomotiven erhielten Dampfbremsen für Lokomotive und Tender sowie Vakuumbremsen, ab 1934 nur noch Vakuumbremsen. Die LNER teilte die Lokomotiven in drei Subklassen ein. Die J39/1, J39/2 und J39/3 unterschieden sich allerdings nur durch die unterschiedlichen Tenderbauarten; die ersten beiden bekamen zwei LNER-Standardbauarten mit unterschiedlichem Fassungsvermögen an Speisewasser, die J39/3 erhielten dagegen ältere Tender ausgemusterter ehemaliger NER-Lokomotiven. Der für britische C-Kuppler große Kessel, der für die große Leistungsfähigkeit der Maschinen maßgeblich war, unterscheidet sich von den Kesseln der Vorgängerklasse J38 bei gleicher Gesamtlänge lediglich durch eine etwas kürzere Rauchkammer. Er wurde ab 1927 auch für die 2’B-Maschinen der LNER-Klasse D49 verwendet. Die Kessel waren tauschbar, davon wurde jedoch nur selten Gebrauch gemacht.
Als dauerhaftes Problem der ansonsten durchaus erfolgreich eingesetzten Maschinen erwies sich die Anordnung des Antriebs. Die außenliegenden Kuppelstangen waren, wie bei britischen C-Kupplern oft üblich, auf beiden Seiten um 90° versetzt angeordnet, die innenliegenden Treibstangen dagegen um 180°. Wie bei manchen anderen C-gekuppelten Lokomotiven führte dies zu einer hohen Beanspruchung der Achslager, vor allem auf der rechten Seite. Diese neigten zur Überhitzung. Trotz verschiedener Versuche und Änderungen an den Achslagern blieb die Problematik letztlich ungelöst, eine Lösung durch gleichmäßige Anordnung der Kuppel- und Treibstangen wurde zwar erwogen, aber nicht umgesetzt. Auch ein Versuch mit geteilten Achslagern brachte keinen Erfolg. Die Achslager erforderten daher dauerhaft einen relativ hohen Wartungs- und Reparaturaufwand, was die rasche Ausmusterung nach Zulauf größerer Serien neuer Diesellokomotiven beförderte.